# 易炎
易炎（1926年—2004年），原名刘贵本，男，山西文水人，中国作曲家、剧作家，曾任中国音乐家协会理事。